# 横溝武夫
横溝 武夫（よこみぞ たけお、1909年 - 1966年3月25日）は、日本の雑誌編集者。探偵作家横溝正史の異母弟。『新青年』第7代編集長（在任1946年10月 - 1948年3月）。

## 経歴
1909年（明治42年）、父・横溝宜一郎と母・浅恵との最初の子として、神戸で生まれる。浅恵は宜一郎の後妻で、先妻・波摩との子である正史にとっては継母にあたる。
神戸市立第一神港商業学校を卒業後、1929年（昭和4年）、異母兄の横溝正史を頼って上京し、1931年（昭和6年）に博文館に入社。のち、水谷準編集長のもとで『新青年』の編集に従事する。時期は不明だが『講談雑誌』の編集部にいたこともある。
博文館在職中の1933年（昭和8年）、戸田謙介・本位田準一・野村和三郎ら他の雑誌編集者とともに「六人社」を発足させる。メンバー中では最年少だった。
水谷準の後を引き継ぎ、1946年（昭和21年）10月号より『新青年』第7代編集長となる。なお、実際には戦後の復刊号（1945年10月号）から編集実務を担当していたという。博文館の同僚であった高森栄次によれば、水谷が新しく創刊された『ストーリー』誌に回された上、公職追放になって会社を退いたため、編集員が高森と関三穂、風間真一、横溝武夫の4人しかいなくなり、高森が横溝に『新青年』の編集長になるよう依頼したものという。編集方針を、戦時中の科学小説・ユーモア小説・冒険小説・スパイ小説を中心とする構成から、現代ものとユーモアものを中心とする構成へ切り替える。
横溝正史の実弟でありながら探偵小説嫌いで、横溝武夫編集長時代の『新青年』は探偵小説色は希薄であり、大林清などの現代風俗小説がもっぱら掲載された。兄の正史も、この時期の『新青年』について「担当者が探偵小説心のあまりない人だから」「武夫はぜんぜんだめなの」と証言している。それでも1946年10月号では「探偵小説特大号」を企画し、正史の『探偵小説』、久生十蘭の『ハムレット』などを掲載している。また、山本周五郎と親しく、その山本に、「覆面作家」名義で現代ものの探偵小説『寝ぼけ署長』（1946年12月号 - 1948年1月号）を連載させた。このほか、1946年12月号で芝山倉平（関四郎）の短編『電気機関車殺人事件』を掲載したり、1947年12月号で水谷準の短編『カナカナ姫』を掲載するなどしている。
1948年（昭和23年）3月号で編集長を退任。この間、博文館の解体にともない、『新青年』は1947年10月号から江古田書房の発行となっている。
博文館解体後は、事実上の後継企業である博友社を経て、1960年（昭和35年）に退社。1962年（昭和37年）よりゴルフ雑誌『ゴルフドム』の編集に従事する。1966年（昭和41年）3月25日、現職のまま死去。